# Mimi Gstöttner-Auer
Mimi Gstöttner-Auer (* 7. April 1886 in Innsbruck, Österreich-Ungarn; † 11. November 1977 in Innsbruck) war eine österreichische Schauspielerin.

## Leben
Gemeinsam mit ihrem Vater, dem gelernten Schuhmacher Hans Gstöttner, ihren Schwestern Anna und Pepi Gstöttner sowie ihrem Schwager Ferdinand Exl gehörte Gstöttner-Auer zu den Gründungsmitgliedern der Exl-Bühne. Bei deren erster Aufführung am 31. März 1902 im Österreichischen Hof, einer Inszenierung von Ludwig Anzengrubers, Pfarrer von Kirchfeld, spielte sie die Rolle des Wirtssohnes Hans.
Während die ältere Schwester Anna Exl oft tragische Rollen verkörperte, wurde Gstöttner-Auer zumeist im komödiantischen Fach besetzt.
Neben ihrer Bühnentätigkeit übernahm Gstöttner-Auer auch Rollen in Filmproduktionen wie Hans Steinhoffs Adaption der Geierwally mit Heidemarie Hatheyer in der Titelrolle, Arthur Maria Rabenalts Millionenerbschaft und Ulli und Marei mit Attila Hörbiger in der Hauptrolle.
Mimi Gstöttner-Auer war mit dem Schauspieler Ludwig Auer verheiratet, der ebenfalls an der Exl-Bühne spielte. Sie stand 1944 in der Gottbegnadeten-Liste des Reichsministeriums für Volksaufklärung und Propaganda.

## Filmografie
- 1937: Millionenerbschaft
- 1940: Die Geierwally
- 1941: Der Meineidbauer
- 1944/48: Ulli und Marei
- 1947: Erde